# Comospermum yedoense
Comospermum yedoense är en sparrisväxtart som först beskrevs av Carl Maximowicz, Adrien René Franchet och Paul Amédée Ludovic Savatier, och fick sitt nu gällande namn av Stephan Rauschert. Comospermum yedoense ingår i släktet Comospermum, och familjen sparrisväxter. Inga underarter finns listade i Catalogue of Life.

## Bildgalleri

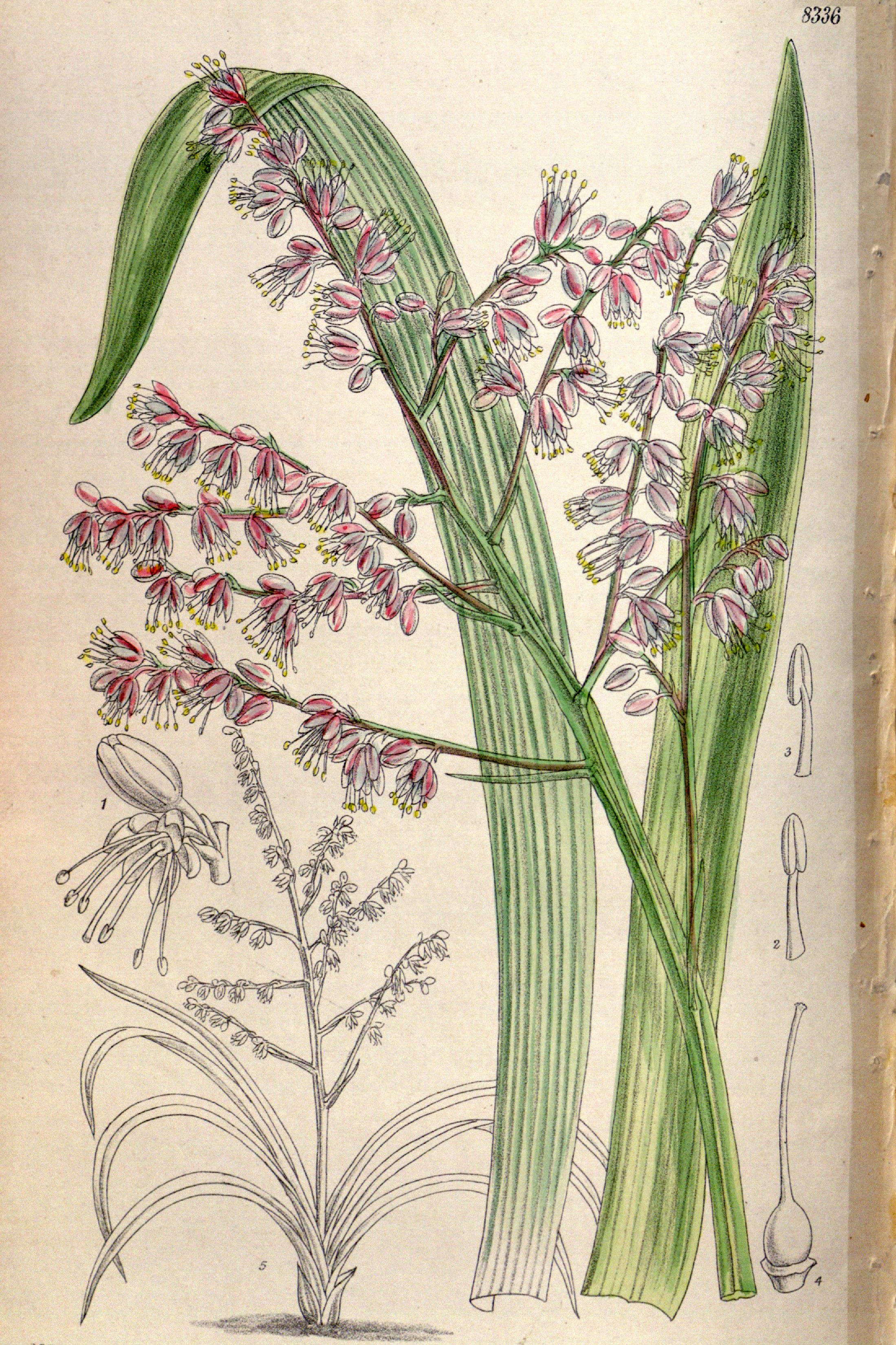
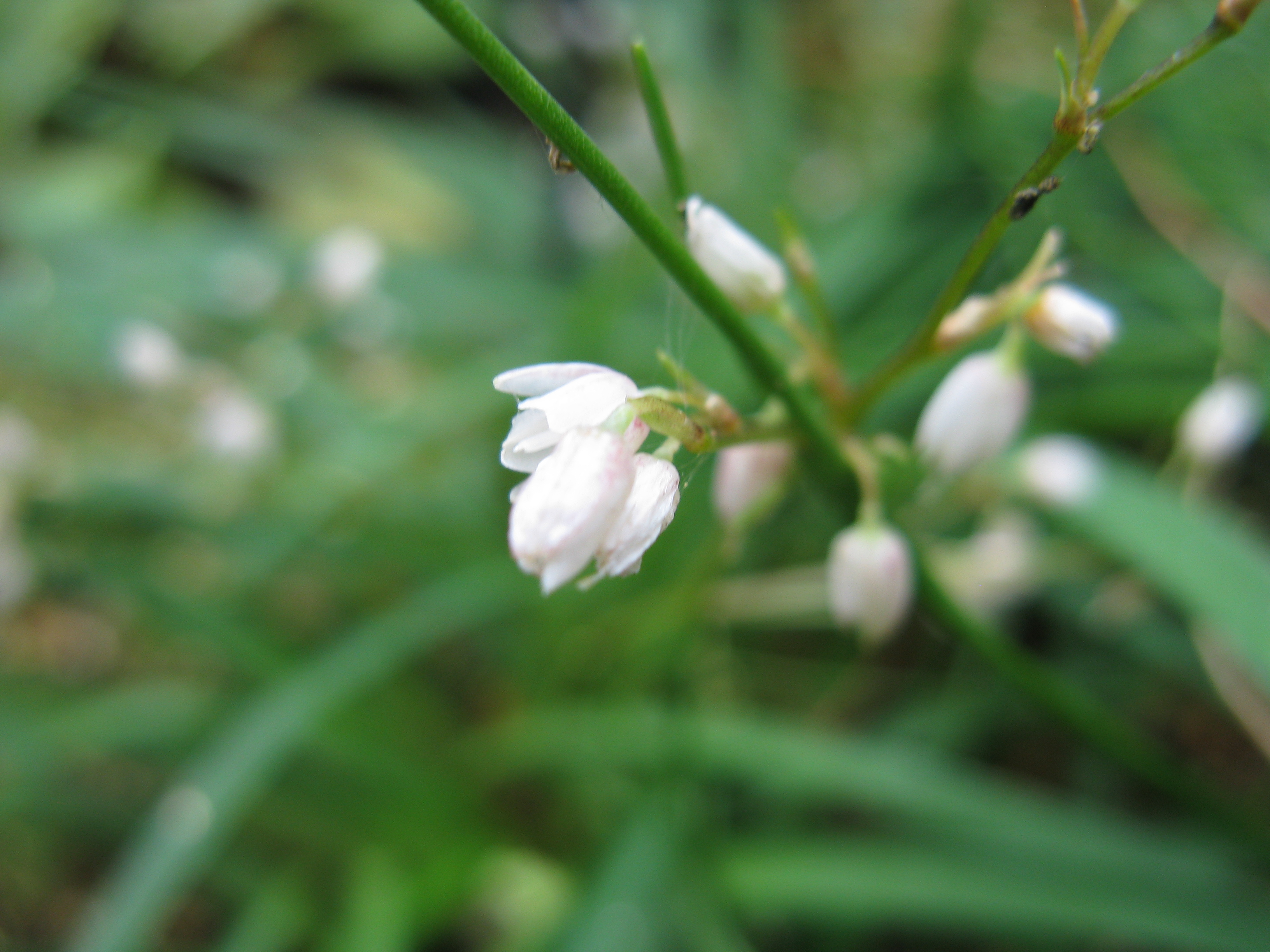